# Baidu
Baidu, Inc. (čínsky 百度; pinyin: Bǎidù) je čínská nadnárodní technologická společnost specializující se na vývoj internetových služeb a umělé inteligence. Baidu založil v roce 2000 Robin Li a Eric Xu se sídlem v Pekingu.
Webový vyhledávač baidu.com je čtvrtou nejnavštěvovanější stránkou na internetu a druhým největším vyhledávačem po Googlu. Baidu je indexován na NASDAQ-100.